# Rhamnapoderus porri
Rhamnapoderus porri là một loài bọ cánh cứng trong họ Attelabidae. Loài này được Gestro miêu tả khoa học năm 1895.